# Charles de Lorraine (1648-1708)
Pour les articles homonymes, voir Charles de Lorraine.
Charles de Lorraine, comte de Marsan, né le 8 avril 1648 et décédé à Paris le 13 novembre 1708 est un membre de la Maison de Guise d'Elbeuf, branche cadette et française de la Maison de Lorraine.

## Biographie
Charles est le plus jeune fils d'Henri de Lorraine-Harcourt et de Marguerite-Philippe du Cambout. Comme plus jeune fils, il reçoit en apanage le comté de Marsan.
Il est le frère du comte d'Armagnac, Grand écuyer de France, et du Chevalier de Lorraine, favori de Monsieur, frère du Roi.
Il sert comme officier dans les armées du Roi Louis XIV, notamment au siège de Maastricht, au siège de Besançon, au siège de Mons, au siège de Namur.
Ses services lui valent d'être promu en 1692 au grade de Lieutenant général des armées du Roi.

### Distinction
- Chevalier de l'Ordre du Saint Esprit (31 décembre 1688)

### Mariages et descendance
Il épouse en 1682 Marie Françoise d'Albret (décédée en 1692), fille de César Phébus d'Albret, sans descendance. Il hérite de sa première épouse la sirerie de Pons, le comté de Miossens, la principauté de Mortagne et la souveraineté de Bédeille.
Il se remarie le 22 septembre 1696 avec Catherine Thérèse de Goyon-Matignon, fille d'Henri de Goyon-Matignon, comte de Torigni et de Marie Françoise Le Tellier, elle-même sœur de François Michel Le Tellier de Louvois. Catherine était veuve de Jean-Baptiste Colbert de Seignelay, secrétaire d'Etat à la Marine, fils de Jean-Baptiste Colbert, et déjà mère de quatre enfants. Tous deux ont trois enfants :
- Charles Louis de Lorraine, comte de Marsan, prince de Pons (21 octobre 1696 – 2 novembre 1755), marié en 1714 avec Élisabeth de Roquelaure, dont postérité ;
- Jacques Henri de Lorraine, chevalier de Lorraine (24 mars 1698 – 2 juin 1734) marié en 1721 avec Anne-Marguerite-Gabrielle de Beauveau-Craon. Il meurt, sans descendance, au siège de Philippsbourg (1734) ;
- Marie de Lorraine (7 décembre 1699 – 16 décembre 1699)[2].